# Explorer 8
Explorer 8 (1960-014A)
je americký satelit, který vynesla nosná raketa Juno II na oběžnou dráhu 3. listopadu 1960. Sonda potvrdila existenci helia ve vrchních vrstvách atmosféry.
V roce 2006 byla sonda zmíněna jako příklad kosmického smetí.
23. dubna 2012 vlivem zvýšené sluneční aktivity Explorer 8 sestoupil do atmosféry a zanikl.